# Marker
Marker er en kommune i Østfold fylke i Norge. Den grænser til Aremark, Rakkestad, Eidsberg og Rømskog i Østfold, Aurskog-Høland i Akershus og Sverige. Europavej 18 går gennem kommunen. 
Den var en del af  Viken fylke som blev etableret 1. januar 2020, men opløst fra 1. januar 2024.
De største attraktioner i kommunen er Ørje fort, Basmo festning og Haldenkanalen. Kommunen havde 3.611 indbyggere i 2019.